# مارسيلو (لاعب كرة قدم مواليد 1969)
مارسيلو هو لاعب كرة قدم برازيلي في مركز الهجوم، ولد في 11 أكتوبر 1969 في نيتيروي في البرازيل. لعب مع أكاديميكا كويمبرا وبرمنغهام سيتي وديبورتيفو ألافيس وشيفيلد يونايتد ونادي بنفيكا ونادي جل فيسنتي ونادي والسول.

## وصلات خارجية
- مارسيلو (لاعب كرة قدم مواليد 1969) على موقع قاعدة بيانات كرة القدم.إي يو (الإنجليزية)
- مارسيلو (لاعب كرة قدم مواليد 1969) على موقع Soccerbase.com (لاعب) (الإنجليزية)
- مارسيلو (لاعب كرة قدم مواليد 1969) على موقع عالم كرة القدم.نت (الإنجليزية)